# Johann Friedrich von Loeben
Johann Friedrich von Loeben, seit 1642 Freiherr, (* 27. Februar 1595 in Lagow; † 16. Mai 1667 in Berlin) war ein brandenburgischer Staatsmann.

## Leben

### Herkunft und Familie
Johann Friedrich war Angehöriger der märkischen Linie des Adelsgeschlechts von Loeben. Seine Eltern waren entweder der brandenburgische Kanzler Johann von Löben (1561–1636) und Margarete, geborene von Winterfeld (1583–1662), oder der Erbherr auf Krieschow, Merzdorf und Schönfeld, Friedrich von Loeben (1571–1617) und Margarete, geborene von Schönaich aus dem Hause Hasel († 1628). Nach dem Genealogischen Handbuch des Adels von 1960 waren Letztgenannte die Eltern.
Er heiratete am 10. März 1620 Anna Maria von Rechenberg (* 28. August 1605; † 15. Dezember 1664), eine Tochter des Landeshauptmanns von Schweidnitz Caspar von Rechenberg. Sein Bruder Adam heiratete 1622 ihre Schwester Magdalene. Das ab 1620 vermählte Paar wurde Stammeltern des 1775 erlöschenden freiherrlichen Astes Schönfeld und hatte 4 Söhne und 5 Töchter, darunter:
- Adolph Maximilian von Loeben (1631–1682),[6] Johanniter-Komtur zu Lagow ⚭ Louise Hedwig von Burgsdorf (1641–1669), Eltern des späteren Generalleutnants Kurt Hildebrand von Loeben.[1][7]
- Ursula Brigitte ⚭ 1656 Freiherr Johann Wolfgang von Rechenberg[8][5]

### Werdegang
Loeben trat nach juristischen und staatswissenschaftlichen an der Brandenburgischen Universität Frankfurt, der Universität Jena und der Universität Straßburg, einer sich anschließenden, mehrjährigen Grand Tour durch den Westen Europas, 1623 in kursächsische Dienste. Er war zunächst Oberamtsverweser der Niederlausitz und seit 1630 Landrichter ebd.
Seinem Vater nachfolgend trat Loeben 1632 in den Dienst des Kurfürsten Georg Wilhelm von Brandenburg (1595–1640) über. Hier wurde ihm als Oberhauptmann zuerst die Verweserschaft des Herzogtums Crossen mit Züllichau aufgetragen. Unter der Regierung Kurfürst Friedrich Wilhelms von Brandenburg (1620–1688) avancierte er 1639 zum Legationsrat und wurde zuerst auf den kurfürstlichen Kollegialtag nach Nürnberg entsandt. In den Folgejahren wurden er alljährlich mit diplomatischen Missionen beauftragt, wobei er zunehmend eine leitende Stellung unter den Vertretern Kurbrandenburgs erst in Nürnberg, dann in Regensburg, dann in Kopenhagen, schließlich in Osnabrück einnahm. Auch die diplomatischen Unterhandlungen Brandenburgs mit dem kaiserlichen Hof der Jahre 1640 bis 1661 wurden in erster Reihe durch Loeben geführt. 1642 empfing er im Namen des Kurfürsten das brandenburgische Reichslehen und wurde aus diesem Anlass vom Kaiser in den Reichsfreiherrenstand erhoben, vom Kurfürsten zum Wirklichen Geheimen Rat und Mitglied des Geheimen Staatsrates ernannt. 1644 erhielt er die Hauptmannschaft über die Grafschaft Ruppin und das Land Bellin. Er nahm auch an den westfälischen Friedensverhandlungen teil. 1652 war er Kommissar bei der Wahl eines neuen Heermeisters auf dem Ordensschloss Sonnenburg und wurde zu diesem Anlass zum Johanniterritter geschlagen. Im Jahre 1660 wurde er auch mit der Johanniterkomturei Lagow ausgestattet. Seinen Lebensabend verbrachte er auf seinen Landgütern. Er war Erbherr auf Brodtkowitz, Groß Besten und Klein Besten, Körbiskrug, Krummensee, Pätz und Schenkendorf oder auf Merzdorf, Schönfeld und Schiedlow, nach dem Genealogischen Handbuch des Adels von 1960 von Schönfeld, Schmachtenhagen, Schiedlow, Merzdorf, Petersdorf, Schenkendorf „usw.“
Sein Epitaph befand sich noch lange in der Kirche von Schönfeld und wurde später in das Märkische Museum nach Berlin gebracht.